# Bernardini MB-3 Tamoyo
Bernardini MB-3 Tamoyo je brazilský lehký tank užívaný jako průzkumné vozidlo.[zdroj⁠?!] Původně to měl být bitevní tank, ale nedostal se do výroby a nepřekročil fázi prototypu z roku 1983.
Jedná se o vylepšený americký tank M41 Bulldog. Nejvýznamnější vylepšení: dieselový motor Scania V-8, upravený elektrický systém, přidání nočních zaměřovačů a laserového dálkoměru, boční zástěry, pancéřování přední části korby, nahrazení původního děla 76mm děla 90mm kanónem, a především zvýšený dojezd – z původních 161 km na 550 km.